# Revolta dos Pilotos de Caças
A Revolta dos Pilotos de Caças foi uma pequena operação de insurreição leva a cabo por um grupo de pilotos da Luftwaffe, no início de 1945. Estes pilotos protestaram contra as ordens incompetentes do Oberkommando der Wehrmacht e contra o enorme desperdício de aeronaves de caça e pilotos em operações militares dispendiosas e mal-calculadas como a Operação Bodenplatte. Depois desta insurreição, vários oficiais foram dispensados das suas posições, e outros sofreram mesmo castigos onde foram enviados para a linha da frente para combater.

## Insurgentes
- Adolf Galland[2]
- Günther Lützowzz[2]
- Josef Priller
- Hermann Graf
- Gustav Rödel
- Johannes Steinhoff[1]
- Hannes Trautloft
- Eduard Neumann
- Gerhard Michalski
- Helmut Bennemann